# Districtul Azeffoun
Azeffoun este un district din provincia Tizi Ouzou, Algeria.